# Кайрис, Доналдас
Доналдас Кайрис (лит. Donaldas Kairys; род. 6 марта 1977, Шилуте, СССР) — литовский баскетболист и тренер.

## Карьера
Кайрис начал заниматься баскетболом в спортивной школе в литовском городе Шилуте. Затем Доналдас переехал в США и продолжил занятия баскетболом в школе и колледже. Тренерскую карьеру Кайрис начал в «Химках», работая переводчиком и тренером-скаутом.
Сезон 2008/2009 Кайрис начинал ассистентом Рамунаса Бутаутаса в «АСК Рига». В конце декабря 2018 года, из-за финансовых проблем латвийского клуба, Бутаутас покинул команду и Кайрис был назначен главным тренером АСК.
В сезоне 2013/2014 Кайрис возглавил «Цмоки-Минск». Под его руководством минский клуб стал обладателем Кубка Беларуси и впервые в истории белорусского баскетбола пробился в плей-офф Кубка Вызова ФИБА. В феврале 2014 года «Цмоки-Минск» и Кайрис расторгли контракт по обоюдному соглашению сторон.
С 2017 по 2019 годы Кайрис был главным тренером «Калева» и дважды приводил эстонскую команду к победе в чемпионате страны, завоевал бронзовые медали Латвийско-эстонской баскетбольной лиги, а также впервые в истории вывел «Калев» в плей-офф Единой лиги ВТБ.
В октябре 2019 года Кайрис вошёл в тренерский штаб «Олимпиакоса», который возглавил Кястутис Кемзура.
В феврале 2020 года Кайрис стал главным тренером «Автодора».
В июне 2020 года Кайрис, воспользовавшись опцией в контракте, расторг контракт с «Автодором» и возглавил «Ритас». Под его руководством, литовский клуб проиграл в 1/4 Кубка Литвы «Ювентусу» (Утена) (87:89, 78:105) и не смог пройти групповой этап Лиги чемпионов ФИБА. В январе 2021 года «Ритас» отправили Кайриса в отставку.

## Достижения

### В качестве главного тренера
- Бронзовый призёр Латвийско-эстонской баскетбольной лиги: 2018/2019
- Чемпион Эстонии (2): 2017/2018, 2019
- Бронзовый призёр чемпионата Польши (2): 2014/2015, 2015/2016
- Обладатель Кубка Беларуси: 2014

### В качестве ассистента главного тренера
- Бронзовый призёр чемпионата мира: 2010
- Бронзовый призёр чемпионата Европы: 2007
- Чемпион Евролиги: 2007/2008
- Чемпион России: 2007/2008
- Серебряный призёр чемпионата России: 2005/2006